# Alqam
 (février 2012).
Si vous disposez d'ouvrages ou d'articles de référence ou si vous connaissez des sites web de qualité traitant du thème abordé ici, merci de compléter l'article en donnant les références utiles à sa vérifiabilité et en les liant à la section « Notes et références ».
Alqam (également retrouvé sous les noms d’Alquam, Alkam ou Alcan) est un petit village d’Égypte situé à 30 km au sud-ouest de Tanta, sur « la rive occidentale de la branche canopique du Nil », à la distance d'un peu plus de « trois lieues au nord de Térénouti, entre Teirich et Terraneh ». Alqam n'est aujourd'hui plus qu'un petit hameau, mais son ancienne existence est attestée par les ruines qui se trouvent dans son voisinage,. 

## Guerre d’Alexandrie (47av. J.-C.)
César découvre, horrifié, à son arrivée à Alexandrie, le corps de Pompée, assassiné sur l’ordre du jeune pharaon Ptolémée XIII. César décide de rester en Égypte afin de réconcilier Ptolémée XIII avec sa sœur et d'imposer le retour de Cléopâtre VII au pouvoir. Ptolémée XIII prend alors les armes et dans un premier temps met en difficulté César qui ne possède que des effectifs réduits.
Mithridate arrive devant Péluse avec l’armée qu’il a réuni en Asie. Il s’empare de la place puis marche vers Memphis où il arrive le septième jour. Après s’être emparée de la ville, il descend le Nil vers Alexandrie pour rejoindre le corps de son armée. Il est arrêté à peu près à la hauteur d’Alqam par l’armée de Ptolémée. Le point où s’embranche dans le Nil le canal, dont on voit encore les traces, serait, d’après les renseignements, le lieu où s’est déroulée la bataille (en) (il est toujours difficile d'identifier les lieux des batailles avec précision car dans la Guerre des Gaules, César ne précise jamais les lieux et les batailles ne portent pas de nom). César de son côté, se rend par mer à la Tour des Arabes, où il débarque avec son armée. Contournant le lac de Narcotès, il rejoint l’armée de Mithridate. Ptolémée avait plusieurs fois attaqué Mithridate mais avait toujours été repoussé. L'armée de Ptolémée est campée le long du canal, à peu près à la hauteur du village d'Alkam. César, l'attaque à son tour et le bat. Le roi Ptolémée périt dans la déroute. Il apparaît que cette bataille a été livrée à la fin du mois de mai ou au commencement de juin, les eaux du Nil n’étant pas alors tout à fait basses, ce qui expliquerait que Ptolémée s’y soit noyé en voulant prendre la fuite.

## Campagne d’Égypte de Bonaparte (1798)
Le village d'Alqam et ses environs sont en 1798 sous domination de bédouins rebelles très hostiles aux Français. Ils vivent de rançons qui leur sont payées en échange de la libération de prisonniers et de la vente de biens qu’ils dérobent aux voyageurs imprudents.
Le 18 juillet, le capitaine Gallois est assassiné, immolé, non loin d’Alqam, par une tribu de bédouins qui capture du même coup le lieutenant Desnanots. Il est emmené au camp des ravisseurs en plein désert. Un soldat, pris quelques jours auparavant, se trouvait dans le camp au moment où arriva Desnanots. Profitant de cette diversion, il réussit à s’échapper, à rejoindre l’armée française et à donner le lieu de refuge des brigands. Bonaparte envoie aussitôt un paysan avec une lettre écrite en arabe et une somme de cent piastres pour racheter le captif. Lorsque le messager de Bonaparte présente la rançon au Cheick, une vive contestation s’élève entre les ravisseurs de Desnanots et les autres membres de la tribu pour s'emparer de la rançon. Pour mettre fin à la querelle, le Cheick sort un pistolet de sa ceinture et tire une balle dans la tête de Desnanots. Après cette exécution, le Cheick rend l’argent au messager, ne croyant pas devoir garder une rançon devenue inutile. 
Le 2 août 1798 le capitaine Thomas Prosper Jullien, aide de camp de Bonaparte, et ses hommes sont surpris par les habitants du village. Jullien est massacré avec toute son escorte dans des circonstances inconnues. Il devait transmettre des lettres, rédigées par le général en chef Bonaparte, à l'amiral Brueys, pour lui ordonner de rentrer immédiatement ses navires dans le port d’Alexandrie et de les armer. En effet, Bonaparte craint une attaque anglaise dans le port d’Aboukir et la destruction de la flotte française. Les ordres que s’apprêtait à transmettre Jullien sont donc de la plus haute importance. Même s’il avait pu parvenir à Aboukir, il serait néanmoins arrivé trop tard, la bataille s’étant déroulée la veille, le 1er août. Il ne pouvait atteindre Aboukir que le 3 août au plus tôt.